# Amazone à tête jaune

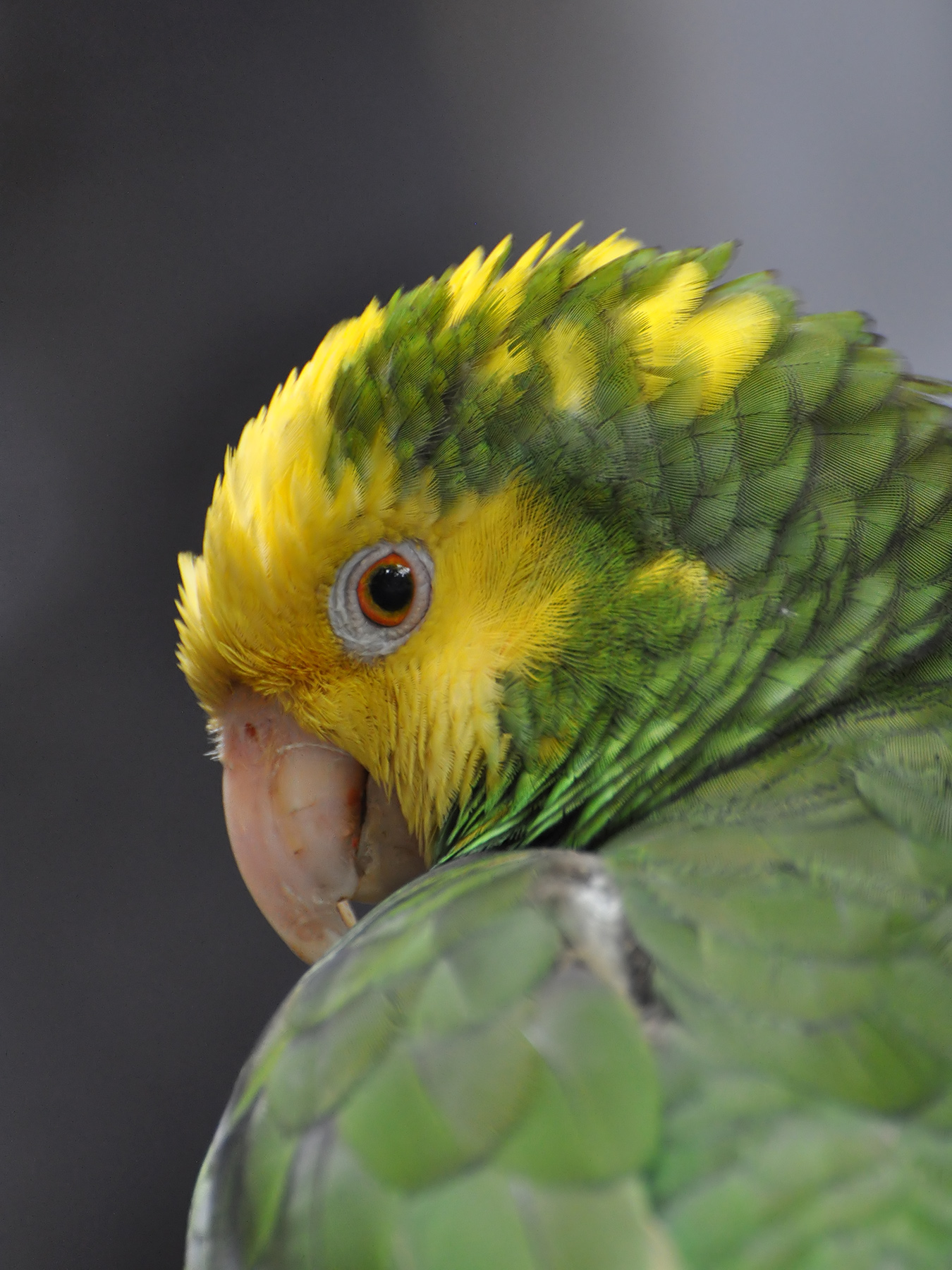
Un Amazona oratrix

Amazona oratrix
Espèce
Statut de conservation UICN

 EN A2bcd+4bcd : En danger
Statut CITES
L'Amazone à tête jaune (Amazona oratrix) est une espèce d'oiseaux néotropicaux de la famille des Psittacidae (la famille des perroquets).

## Description
C'est un oiseau robuste au plumage vert, plus clair sur la partie ventrale, il a la particularité d'avoir la tête complètement jaune. Les ailes sont marquées de rouge au niveau des poignets et des couvertures secondaires. Le bec est clair, les yeux sont orange et les pattes rose.
Les sujets immatures n'ont qu'un peu de jaune sur le front, ne présentent pas de coloration rouge et ont les yeux marron.
L'Amazone à tête jaune mesure 35 à 36 cm pour une envergure de 71 cm et une masse comprise entre 400 et 500 g.
Cet oiseau ne présente pas de dimorphisme sexuel.

## Habitat
Cette espèce vit dans des régions de forêts de basse ou moyenne altitude, jusqu'à 500 voire 700 m. Elle fréquente des zones de savanes parsemées de pins ou de palmiers, des régions de maquis arides et buissonneux, des forêts sèches ou semi-humides. Elle niche dans les arbres creux.

## Répartition
Cet oiseau occupe les côtes atlantique et pacifique du Mexique, au Belize et au Honduras.

## Alimentation
Cette amazone se nourrit de graines, de fruits et de baies.

## Reproduction
Elle atteint sa maturité sexuelle entre 4 et 6 ans. L'amazone vit en couple, et la femelle pond généralement entre 3 et 5 œufs qu'elle couve 29 jours. Les petits quittent le nid au bout de 70 jours.